# Malagassa basidentata
Malagassa basidentata is een rechtvleugelig insect uit de familie Episactidae. De wetenschappelijke naam van deze soort is voor het eerst geldig gepubliceerd in 1952 door Lucien Chopard.